# Blotzheim
Blotzheim (Blohze in alsaziano) è un comune francese di 4 777 abitanti situato nel dipartimento dell'Alto Reno nella regione del Grand Est. Si trova a soli 10 chilometri dalla città di Basilea in Svizzera, e a 13 da Weil am Rhein in Germania, pur senza confinare con nessuna delle due.

## Società

### Evoluzione demografica
Abitanti censiti